# Кодекс Ацкатітлан

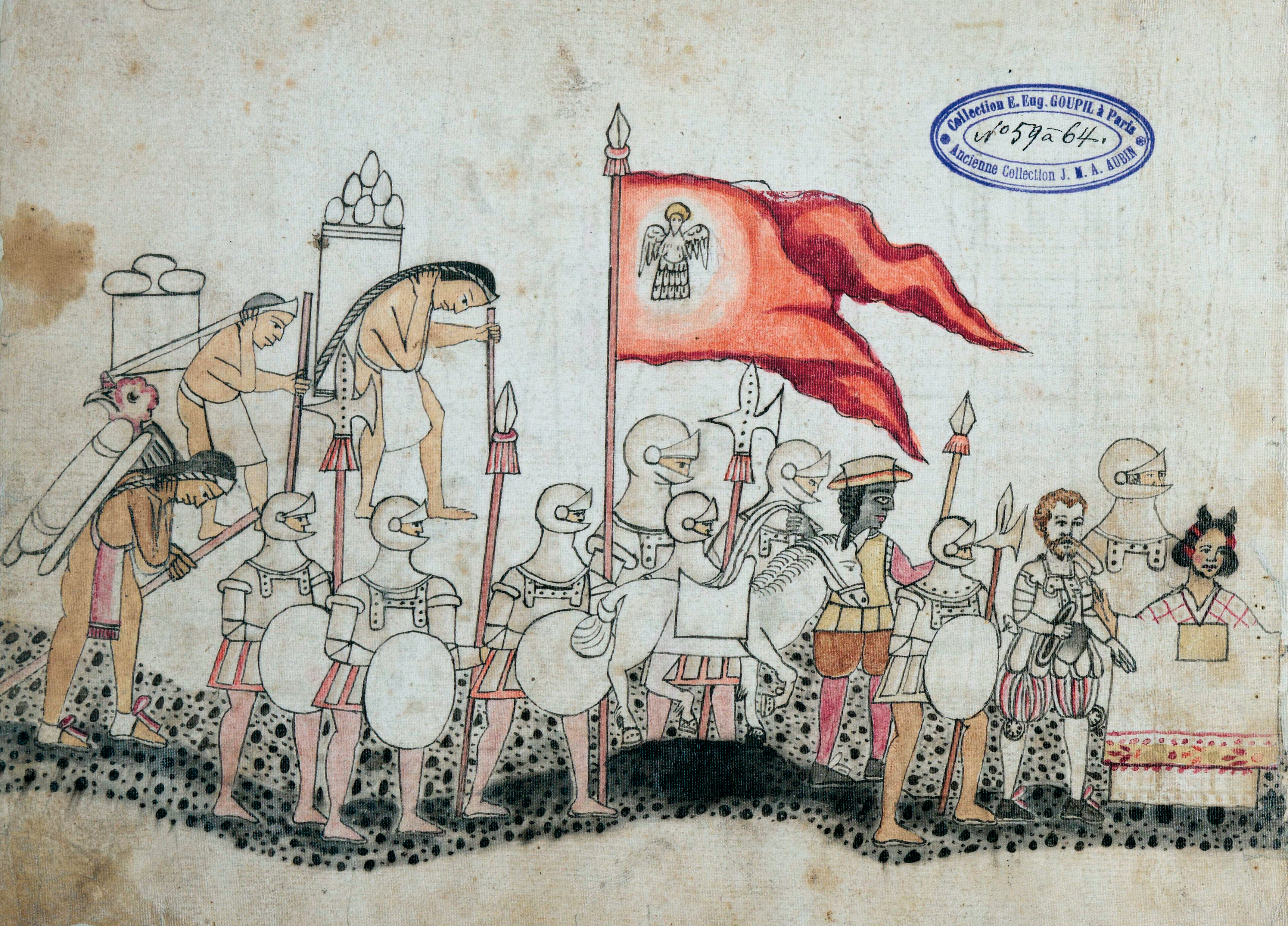
Кодекс Ацкатітлан (уривок)

Кодекс Ацкатітлан (Códice Azcatitlan) — один з ацтекських кодексів-рукописів створений за допомогою пітографічної писемності ацтеків. Автор цього твору невідомий. Створено у середині XVI — кінці XVII ст. Містить низку унікальних відомостей з історії Мексики постколоніального і ранньоколоніального періодів.

## Історія
Про місце та час створення цього кодексу достеменно невідомо. На думку дослідників у нього було два автори — художники-тлакуілоке. Перші згадки про нього датуються 1-ю пол. XVIII ст. під час опису каталогу «Музей Історії Індій», що належав колекціонеру Лоренцо Ботуріні Бенадучі. Після депортації останнього з Іспанії кодексу було конфісковано представниками королівського уряду. На тривалий час про долю рукопису нічого невідомо. Лише згадується у XIX ст. як власність Йосипа Маріуса Алексіса Обена, який у 1889 році продав його франко-мексиканському філантропу і колекціонеру Євгену Гупілю. У 1898 році його удова Августіна Елі надало у дар Національній бібліотеці Франції. З цього моменту знаходиться тут.
Документ був відновлений в 1959 році. У 2012 році опубліковано українським дослідником О.Скромницьким.

## Опис
Кодекс написано на європейському папері і представлено у форматі європейської хроніки. Він складається з 25 аркушів з обох боків (загалом 50 сторінок) 21x28 см. Усі сторінки заповнені кольоровими малюнками, які знаходяться у відмінному стані. 6 сторінок цього документа будуть втрачені. Назва походить від старовинної прабатьківщини ацтеків — Ацтлана.

## Зміст
Складається з 3 розділів. В першому йдеться про подорож ацтеків з Ацтлана до Мексиканської долини. У другому — розповідається про діяльність ацтеків та їх імперії до появи іспанців. В третьому — подається опис завоювання іспанцями Мексики та перши роки колоніального життя.